# Valdemar de Oliveira
Valdemar de Oliveira (Recife, 2 de maio de 1900 — Recife, 18 de abril de 1977) foi um médico, escritor, teatrólogo, ator e compositor brasileiro.
Estudou piano com Olímpia Braga, Euclides Fonseca e Angéline Radévèse.
Cursou Medicina na Faculdade de Medicina da Bahia e Ciências Jurídicas e Sociais na Faculdade de Direito do Recife.
Atuou como jornalista no Jornal do Commercio (Recife), escrevendo e assinando colunas por 40 anos.
Fez várias apresentações como pianista. Além do Recife, apresentou-se em outras cidades brasileiras e no exterior.
O professor Potiguar Matos o definia com as seguintes palavras:
um apolíneo, na postura e nas ideias, um cético perdido nos trópicos, mas sem decepar as raízes profundas que o ligavam a sua terra.
Potiguar Matos
Ele próprio se autodefinia, em versos:

Sete instrumentos toca, otimamente:

bacharel - ninguém nele confiou!

poeta - rimas faz, impunemente!

pianista - não toca mais, deixou...

professor - já faliu precocemente!

jornalista - coitado! fracassou!

Chofer, pode matar, até a gente

que outrora, como médico, poupou.

Como ator, foi-não-foi, lá se embaraça:

se quer fazer chorar, a gente ri,

ou soluça a plateia - se diz graça...

Coitadinho! O que tinha a dar já deu,

dentro do lema: "sem pensar em si"...

Mas quem será? Não é ninguém... Sou eu.

## Livros publicados
- A musicotherapia: (cadeira de hygiene). [Salvador]: Imprensa Oficial, 1924.
- Frevo, capoeira e "passo". Recife: Cia Ed Pernambuco, 1927.
- Higiene. Recife: Livraria Universal, 1939.
- Uma página da bravura pernambucana. Recife: Polícia Militar de Pernambuco, 1954.
- O teatro brasileiro. Bahia: Universidade da Bahia, 1958.
- Impressões de viagem: (Estados Unidos da América do Norte). Recife: Coleção Concordia, 1959.
- Mário Melo. Recife: Imprensa Oficial de Pernambuco, 1959.
- Caxias. Jaboatão: Comando Militar de Socorro, 1961.
- Mundo submerso - memória. Recife: Imprensa Oficial, 1966 (primeira edição).
- Eça, Machado, Castro Alves, Nabuco ... e o teatro. Recife: Imp. Universitária, 1967.
- Olinda e sua data impartilhável. Olinda: Prefeitura Municipal de Olinda, 1970.
- 208 crônicas da cidade. Recife: Gráfica Editora do Recife, 1971.
- Valdemar setentão. Recife: Gráfica Editora do Recife, 1971.
- Pernambuco e a independência. Recife: Governo do Estado de Pernambuco, 1973.
- Quando eu era professor…. Recife: Universidade Católica de Pernambuco, 1973.
- Um rotariano fala do Rotary. Recife: Rotary Club, 1974.
- Oswaldo Cruz, paixão, glória e morte. Recife: Academia Pernambucana de Letras, 1974.
- O capoeira: Um teatro do passado. Brasília, DF: MEC/FUNARTE, 1977.

## Trabalhos publicados
- Castro Alves e o Recife. in Revista da Academia de Letras da Bahia, 1948.
- As artes como expressão de valorização do potencial humano nacional. Imprensa Universitária, 1964.
- A donataria de Duarte Coelho. in Revista do Museu do Açúcar, 1968.

## Peças teatrais
- Tem de casar, casa!
- Os três maridos dela
- Eva na política
- Um rapaz de posição
- Tão fácil, a felicidade…
- Honra ao mérito
- Aonde vais, coração?: comédia em 3 atos. Ed. do Grupo Gente Nossa. Recife: [s.n.], 1934.
- Uma mulher inteligente
- O menino do cofre
- Mocambo: comédia social em 3 atos. Recife: Imprensa Oficial, 1940.
- Zé Mariano
- Soldados da retaguarda: comédia social em 3 atos. Recife: [s.n.], 1945.

## Prêmios
- Menção honrosa da Academia Brasileira de Letras com a peça teatral Honra ao mérito.

## Músicas
- Compositor de diversas músicas, especialmente carnavalescas.[1][4]
- Diversas partituras de operetas.
- Hino do município da Ilha de Itamaracá

## Instituições literárias e artísticas
Valdemar de Oliveira foi diretor do Teatro de Santa Isabel
Foi um dos criadores do Teatro de Amadores de Pernambuco, tendo construído o Nosso Teatro (hoje Teatro Valdemar de Oliveira), depois presidido pelo seu filho Reinaldo de Oliveira.
Ocupante da cadeira 25 da Academia Pernambucana de Letras, exerceu a presidência da Academia entre 1950 e 1961, quando renunciou ao cargo, espontaneamente.
Foi membro da Academia Brasileira de Música.
Foi um dos fundadores da Regional pernambucana da Sociedade Brasileira de Médicos Escritores (SOBRAMES-PE), tendo sido seu primeiro presidente, entre 1972 e 1973.
Foi um dos fundadores da Academia Pernambucana de Medicina.